# Nailers de Wheeling
Les Nailers de Wheeling sont une franchise de hockey sur glace de l'ECHL basée à Wheeling en Virginie-Occidentale. L'équipe évolue au WesBanco Arena (anciennement Wheeling Civic Center).

## Historique
L'équipe a commencé à jouer en 1988 sous le nom des Thunderbirds de la Caroline et était basée à Winston-Salem. En 1992, la franchise déménagea à Wheeling pour devenir les Thunderbirds de Wheeling. En raison d'un doublon de nom avec une autre équipe, ils décidèrent de changer de nom en 1996-1997 et prirent le nom des Nailers après vote du public.
Les couleurs de l'équipe étaient le blanc, le rouge et le noir. Depuis la saison 2012-2013, les couleurs sont le noir, l'or et le blanc.

Ancien logo des Nailers

Les joueurs de l'équipe ont participé au tournage du film Mort subite avec Jean-Claude Van Damme et ont joué le rôle des joueurs des Penguins de Pittsburgh.
En juillet 2007, la direction annonce l'affiliation avec les Flyers de Philadelphie de la LNH en plus de l'affiliation traditionnelle avec les Penguins. Cette affiliation ne durera qu'une saison
Le 30 août 2010, la direction annonce une nouvelle affiliation avec les Canadiens de Montréal et les Bulldogs de Hamilton. Ces derniers sont également affiliés à l'équipe du Canadien

### Saisons en ECHL
| Saison    | PJ | V  | D  | DP | DTB | BP  | BC  | Pts | Classement                    | Séries éliminatoires |
| --------- | -- | -- | -- | -- | --- | --- | --- | --- | ----------------------------- | -------------------- |
| 2006-2007 | 72 | 32 | 34 | 2  | 4   | 215 | 255 | 70  | 7e place, division nord       | Non qualifiés        |
| 2007-2008 | 72 | 22 | 43 | 3  | 4   | 186 | 284 | 51  | 7e place, division nord       | Non qualifiés        |
| 2008-2009 | 72 | 36 | 28 | 2  | 6   | 263 | 260 | 80  | 4e place, division nord       | Défaite en 1re ronde |
| 2009-2010 | 72 | 33 | 32 | 2  | 5   | 240 | 249 | 73  | 4e place, division nord       | Non qualifiés        |
| 2010-2011 | 72 | 38 | 29 | 0  | 5   | 230 | 210 | 81  | 2e place, division nord       | Défaite en 3e ronde  |
| 2011-2012 | 72 | 37 | 26 | 4  | 5   | 219 | 202 | 83  | 2e place, division Atlantique | Défaite en 1re ronde |
| 2012-2013 | 72 | 31 | 29 | 3  | 9   | 193 | 225 | 74  | 3e place, division Atlantique | Non qualifiés        |
| 2013-2014 | 72 | 39 | 27 | 1  | 5   | 216 | 196 | 84  | 2e place, division Atlantique | Défaite en 2e ronde  |
| 2014-2015 | 72 | 37 | 33 | 1  | 1   | 210 | 213 | 76  | 4e place, division nord       | Défaite en 1re ronde |
| 2015-2016 | 72 | 37 | 26 | 5  | 4   | 214 | 211 | 83  | 2e place, division nord       | Défaite en finale    |
| 2016-2017 | 72 | 34 | 30 | 8  | 0   | 244 | 239 | 76  | 5e place, division nord       | Non qualifiés        |
| 2017-2018 | 72 | 35 | 28 | 8  | 1   | 248 | 245 | 79  | 5e place, division nord       | Non qualifiés        |
| 2018-2019 | 72 | 31 | 31 | 6  | 4   | 239 | 240 | 72  | 6e place, division centrale   | Non qualifiés        |
| 2019-2020 | 59 | 24 | 30 | 5  | 0   | 163 | 206 | 53  | 6e place, division centrale   | Saison annulée       |